# Micrathena cyanospina
Micrathena cyanospina là một loài nhện trong họ Araneidae.
Loài này thuộc chi Micrathena. Micrathena cyanospina được Hippolyte Lucas miêu tả năm 1835.